# Wolfgang Steinböck

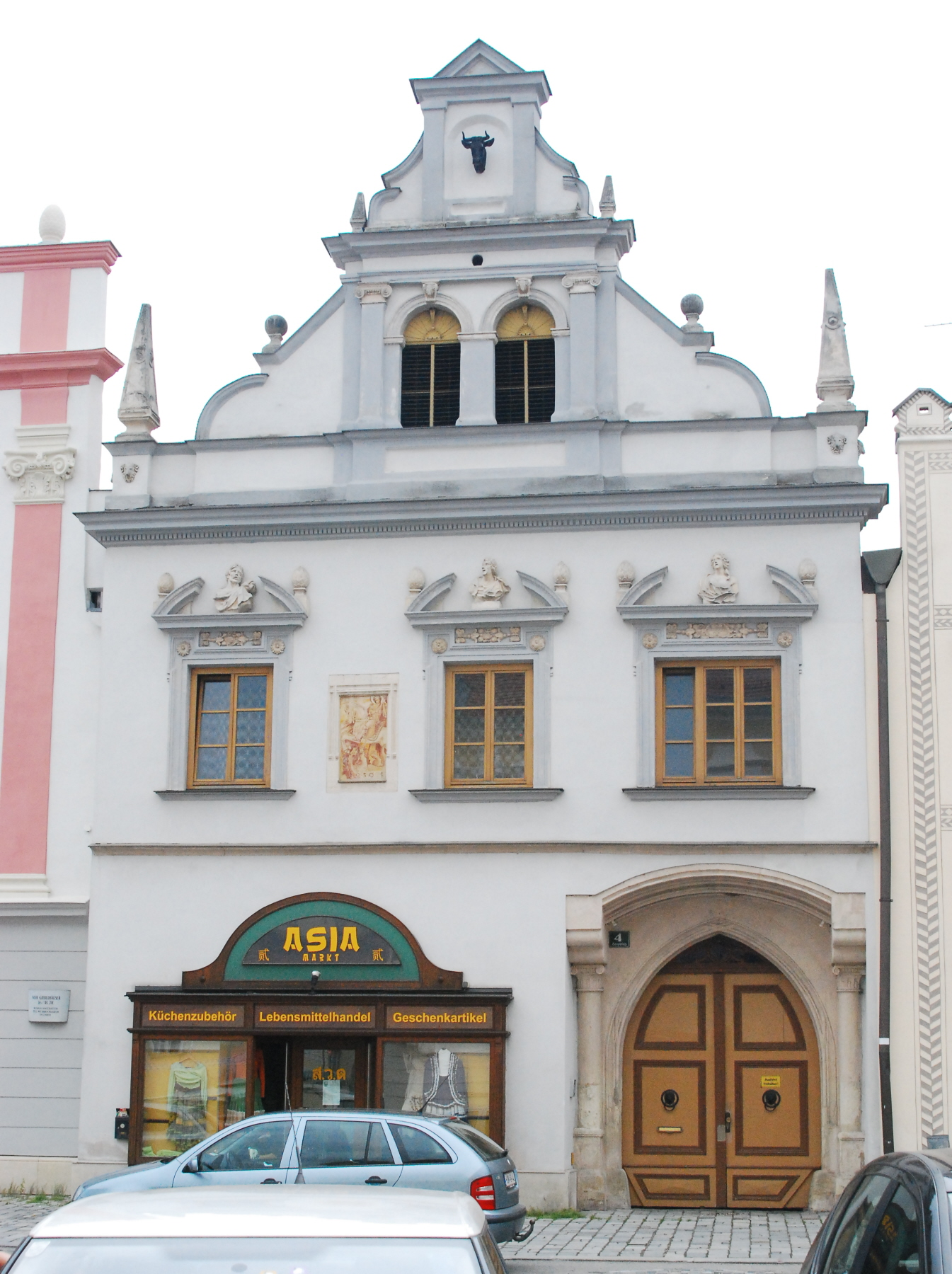
Eggenburg Hauptplatz 4, Haus Wolfgang Steinböck

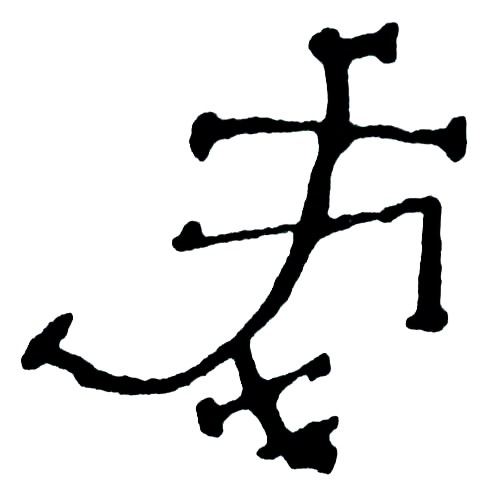
Steinmetzzeichen Wolfgang Steinböck

Wolfgang Steinböck (* 1650 in Eggenburg, Niederösterreich; † 1. Februar 1708 ebenda) war ein österreichischer Steinmetzmeister und Bildhauer des Barocks.

## Leben
Wolfgang war der erste Sohn des Eggenburger Steinmetzmeisters Thomas Steinböck (* 1625), Mutter: Catharina. Mit den Jahren bekam er die Brüder Veith und Andreas, die Schwestern Martha, Barbara und Christina.
Wolfgang lernte bei seinem Vater das Handwerk, seine Freisprechung zum Gesellen und Bruder erfolgte am 27. September 1671, er wurde Steinmetzmeister und übernahm öffentliche Funktionen als Ratsherr, von 1699 bis 1701 Stadtrichter, von 1703 bis 1707 Bürgermeister in Eggenburg.

### Lehrmeister
Laut Innungsbuch lernten bei ihm bis 1705 zehn Steinmetzjungen das Handwerk. Zwei Beispiele, der Knabe Johann Georg Haresleben aus Kühnring bei Eggenburg dingte beim Meister Wolfgang Steinböck auf, und am 16. Oktober 1689 erfolgte seine Freisprechung. Der Geselle heiratete im Kaiserlichen Steinbruch am Leithaberg Catharina Ferrethin, Witwe des Hof-Steinmetzmeisters Ambrosius Ferrethi.
Er bildete seinen Sohn Jacob zum Steinmetzen aus und sprach ihn 1696 zum Gesellen frei. Ab 1707 als Eggenburger Meister belegt.

### Niederlassung in Eggenberg und Familie

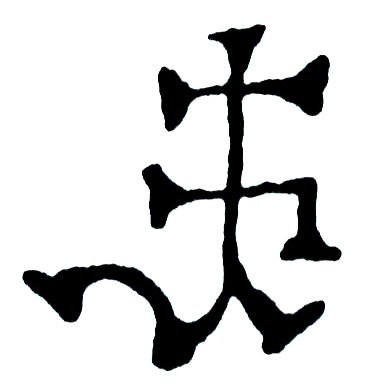
Zeichen des Sohnes Jacob Steinböck

Wolfgang Steinböck war Besitzer des Hauses Nr. 4 auf dem Eggenburger Hauptplatz, ein Patrizierhaus mit reichgestaltetem Hausportal. Der Sturz des Fensters oberhalb des Tores trägt sein Steinmetzzeichen und sein Monogramm WSP. Sein Wappen ist auch am Haus Kremserstraße 6 im Schlussstein des Korbbogenportals zu sehen.
Eva Regina überlebte ihren Gatten um 26 Jahre und starb 94-jährig 1734. Sie hatten sieben Kinder, Sohn Jacob erlernte auch das Steinmetzhandwerk.

### Bürgermeister von Eggenburg
Wolfgang Steinböck ist für die Jahre 1703–1707 als Bürgermeister dokumentiert.

## Werke

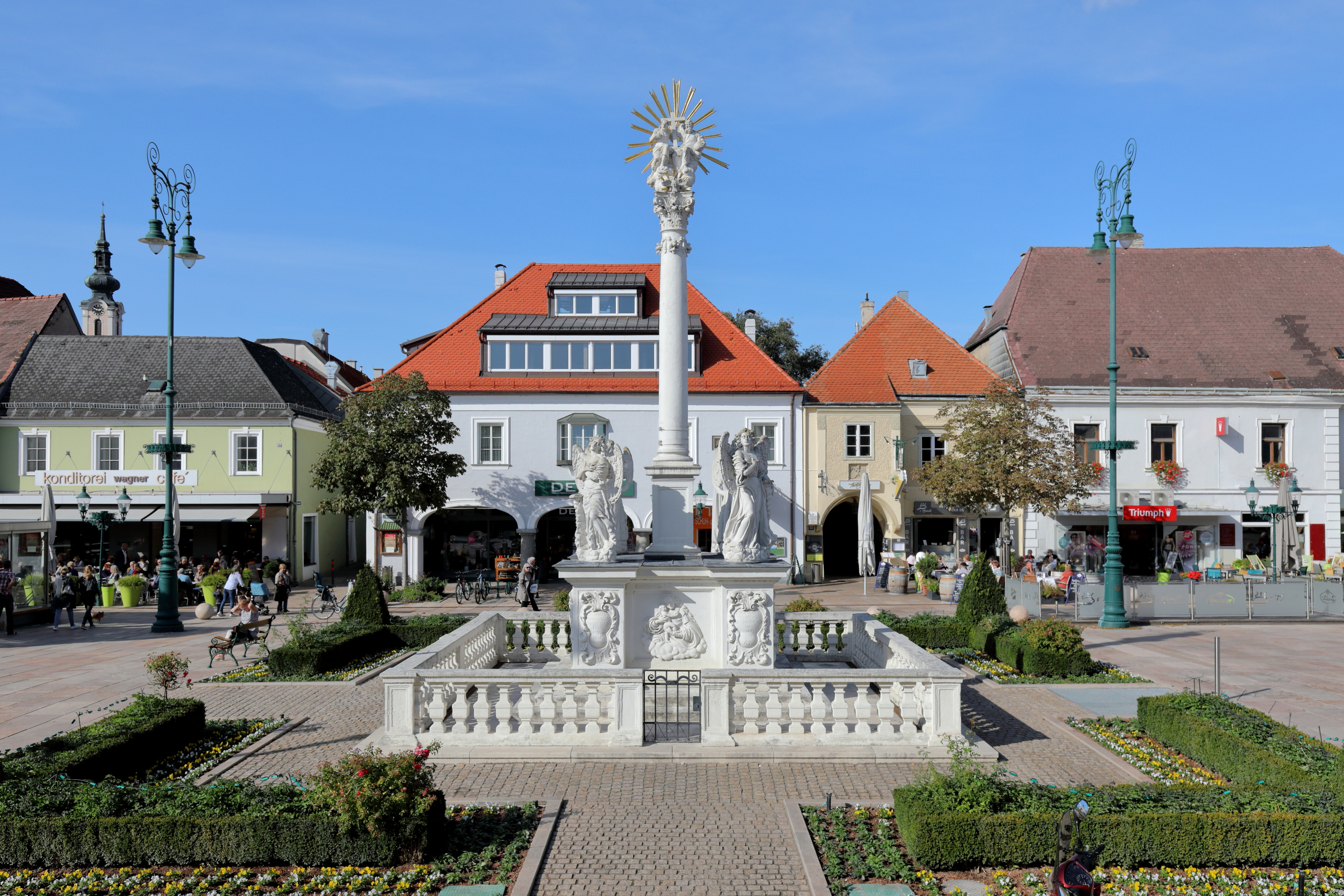
Dreifaltigkeitssäule in Tulln; gemeinsam mit Paul Strickner
(1694–1696)

- 1675: Palais Sprinzenstein in Wien, Wallnerstraße 3, Landmarschall Ferdinand Maximilian Graf Sprinzenstein ließ zwei kleinere Häuser zu einem Palais umbauen. 1674/75 erhielt Wolfgang Steinböck Steinmetzaufträge, die Fensterpfosten u. a. mehr
- 1685: Bildstock mit Sebastian-Statuette bei Kühnring, Inschrift mit Monogramm.
- 1690–1695: Auftrag der Stadt Brünn, Parnassbrunnen auf dem Krautmarkt, Entwurf Johann Bernhard Fischer von Erlach, ausführender Steinmetz Bernard Höger, Wolfgang Steinböck dokumentiert.
- 1694–1696: Dreifaltigkeitssäule in Tulln an der Donau, Hauptplatz. Errichtung aufgrund eines Gelübdes des Stadtrates von 1693 von den Steinmetzmeistern Paul Strickner und Wolf Steinböck, von einer Balustrade umgeben, die Basis mit Eckpostamenten geschmückt mit Reliefs Madonna, hll. Rochus, Rosalia (darüber Stifterwappen des Müllers Matthias Staindl bez. 1696) und Sebastian, sowie Inschrift- und Wappenkartuschen (Stadtwappen, kaiserlicher Doppeladler), Säule mit Kompositkapitell und Dreifaltigkeitsgruppe umgeben von vier Engeln des Bildhauers Johann Hiernl 1695.
- 1699: Stadtpalais Liechtenstein in der Bankgasse, Wolfgang Steinböck übernahm 1699 mit Michael Khöll und dem Fürst Liechtenstein´schen Hofsteinmetz Martin Mitschke die Ausführung der Hauptstiege (Treppenstufen aus hartem Kaiserstein).
- 1700: Schloss Lednice (damals Eisgrub), Statuenschmuck für Nebengebäude des Liechtensteinischen Schlosses. Die Blöcke lieferte Meister Wolfgang Steinböck zu Eggenburg, die Ausführung besorgte Giovanni Giuliani.
- 1705: Stift Melk, Neubau durch Jakob Prandtauer, Steinmetzarbeiten von Eggenburger Stein durch Wolfgang Steinböck u. a. Meister, Fenstersteine, Kapitelle, Wappenschilder,..
- 1705–1709: Dreifaltigkeitssäule in Waidhofen an der Thaya, Hauptplatz. Säule und Figuren von Wolfgang Steinböck. Balustradenumfriedung mit Eckfiguren hll. Maria und Josef, sowie Johannes Evangelist und Johannes Nepomuk, am zweigeschossigen Sockelblock Reliefs Mariahilf und Pestheilige Rochus, Rosalia und Sebastian zwischen Eckpfeilern, kartuschenhaltende Engelfiguren als Eckbekrönungen (bezeichnet mit 1709) und auf Säulenspitze Gottvaterpietá.

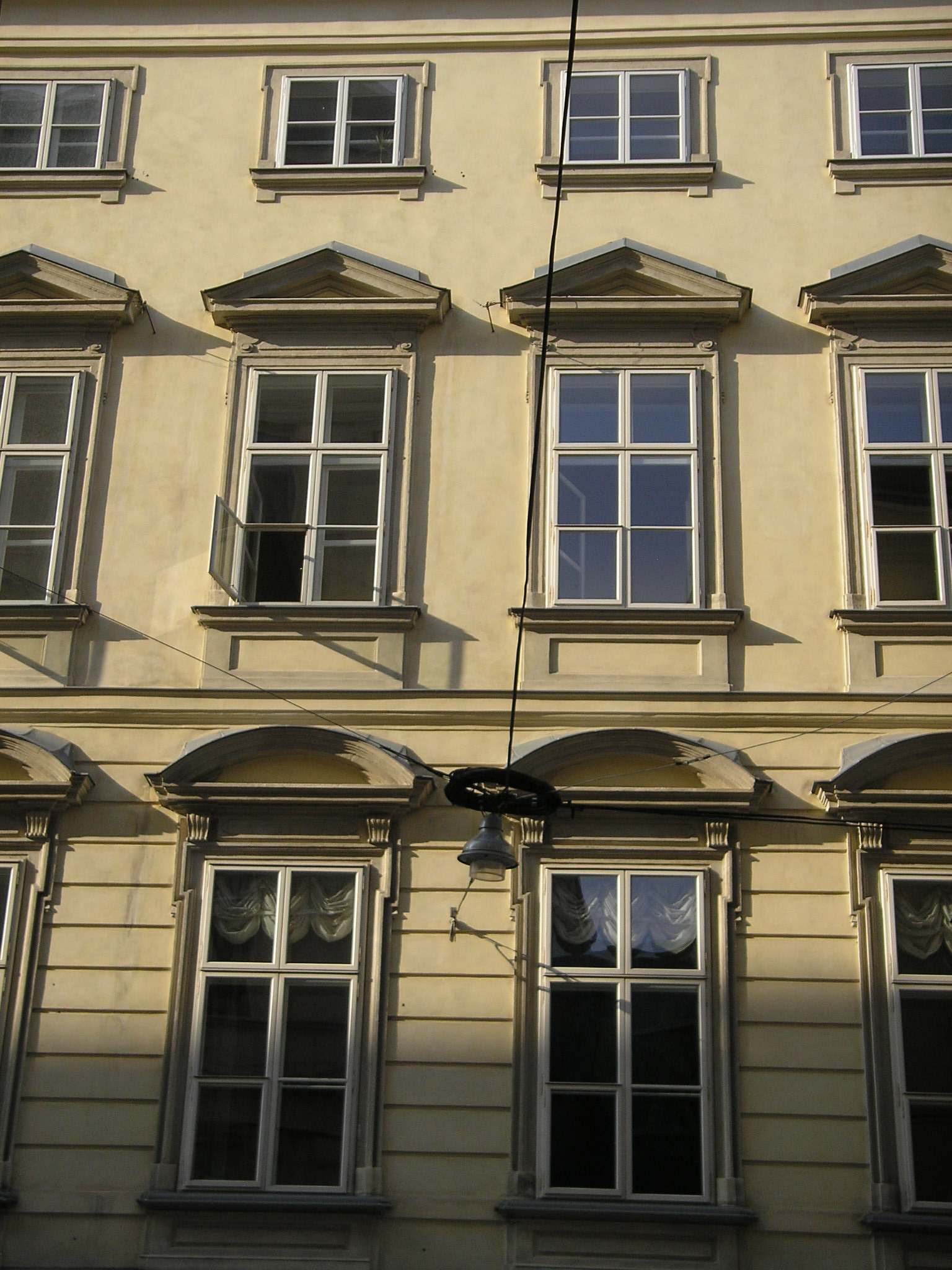
Pal. Lamberg
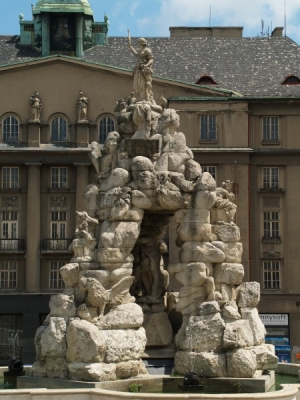
Brünn, Parnassbrunnen
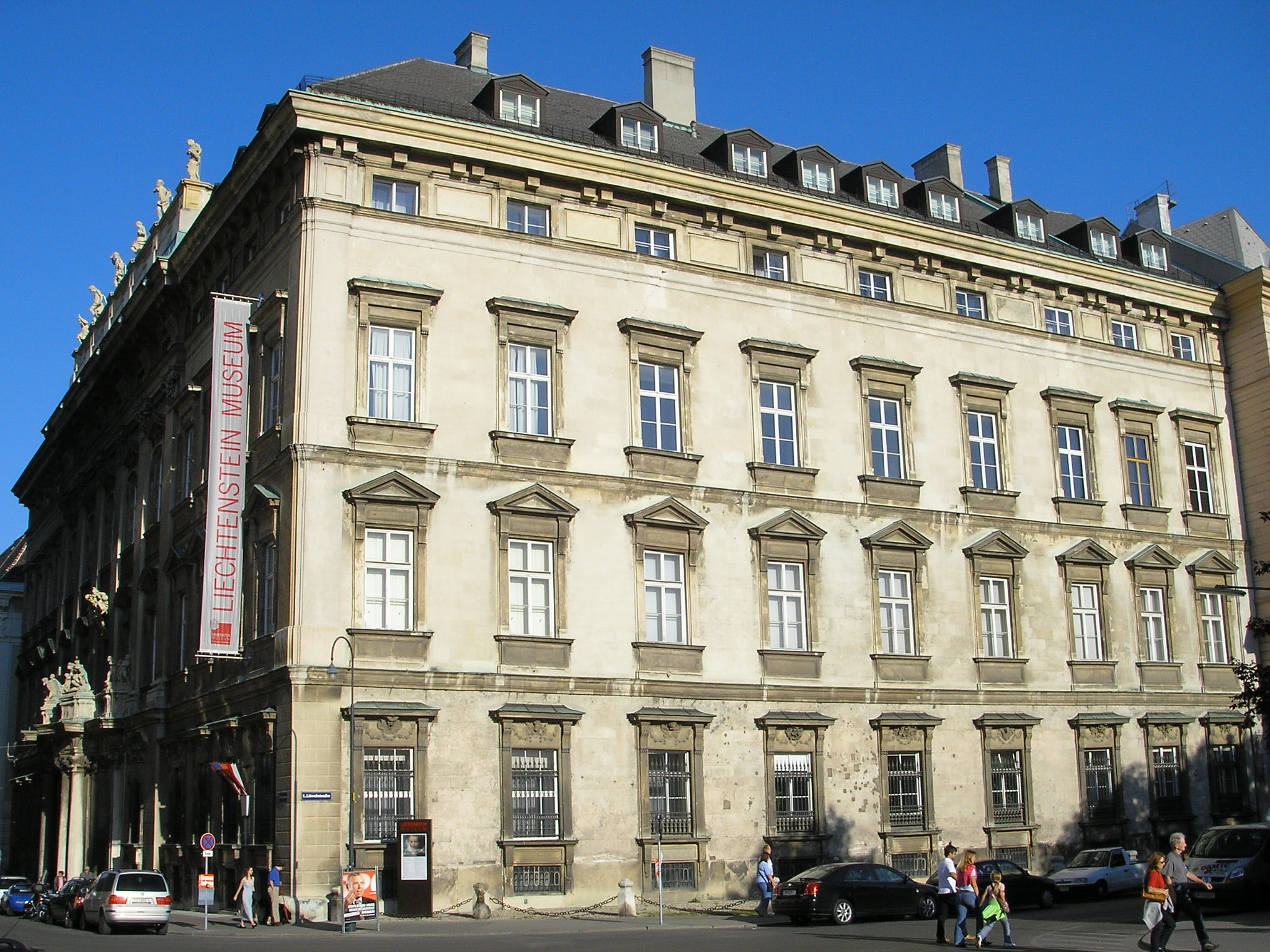
Stadtpalais Liechtenstein
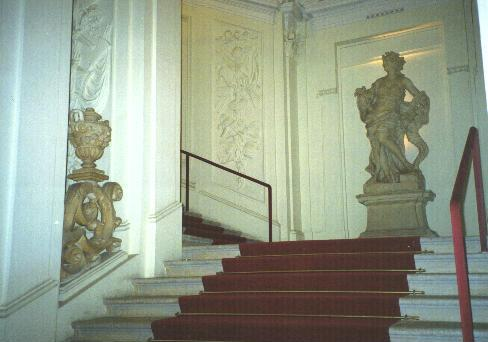
Prunkstiege Kaiserstein, Statuen Eggenburger Stein
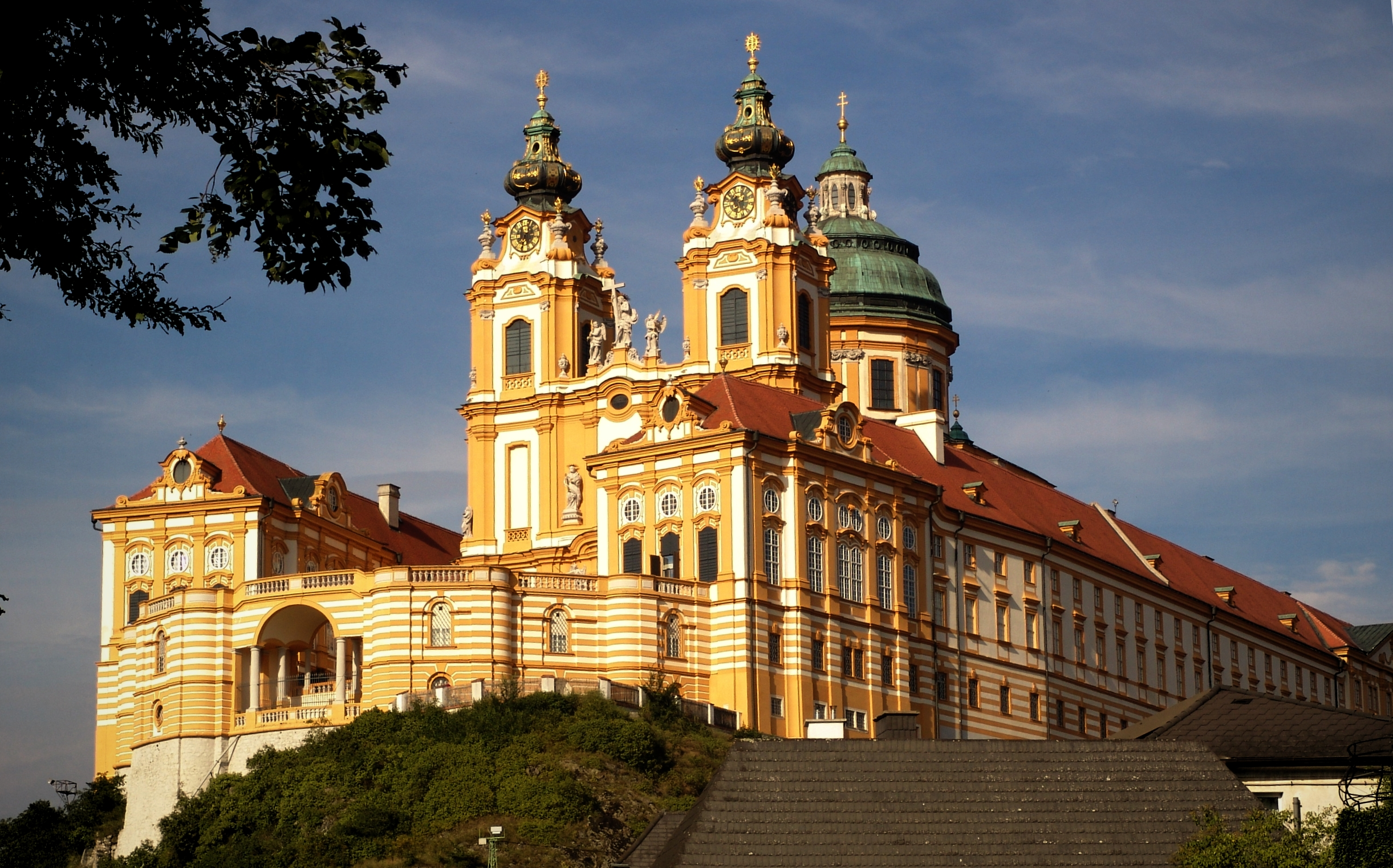
Stift Melk
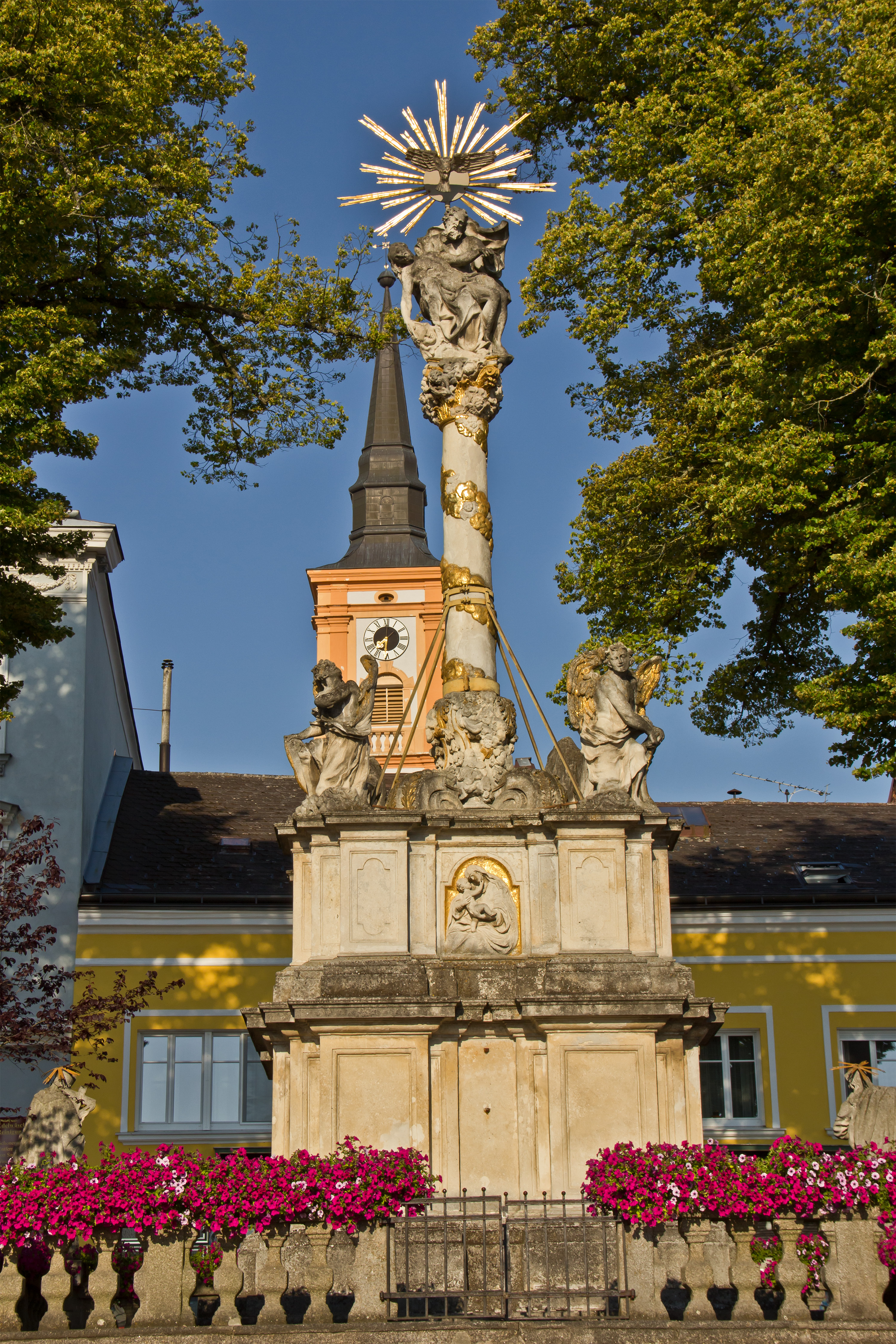
Pestsäule Waidhofen/Th.

## Grab

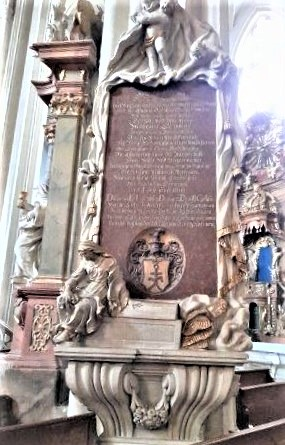
Pfarrkirche Eggenburg 1708 Grabmal Wolfgang Steinböck

Das Epitaph in der Eggenburger Kirche ist ein großes Grabmal aus Sandstein und rotem Marmor. Die vergoldete Schrift auf der Marmorplatte verkündet (auszugsweise):
STEHE STILL O MENSCH DEIN ENDE WOHL BEDENKE ..
DER EDLE UND BESTE HERR WOLFGANG STEINBÖCKH
BÜRGERLICHER STEINMÖZ-MEISTER ALLHIER ..
DEN ERSTEN TAG HORNUNGS
IM 58. JAHR SEINES ALTERS
DESSEN SEELE LEBE RUHEND OHNE ENDE BEI J. CHRISTO ..
Seine Witwe Eva Regina ließ zu seinem Gedächtnis das Grabmal und 1716 einen neuen Corpus Christi-Altar errichten. Sie stiftete die „Christusstatue mit der Fahne“ an der Ostseite des Glockenturmes, Jahreszahl 1712 und die Statue der „schmerzhaften Muttergottes“ am Kalvarienberg vom Jahre 1715. Der ausführende Bildhauer war Johann Georg Schmutzer aus Eggenburg.

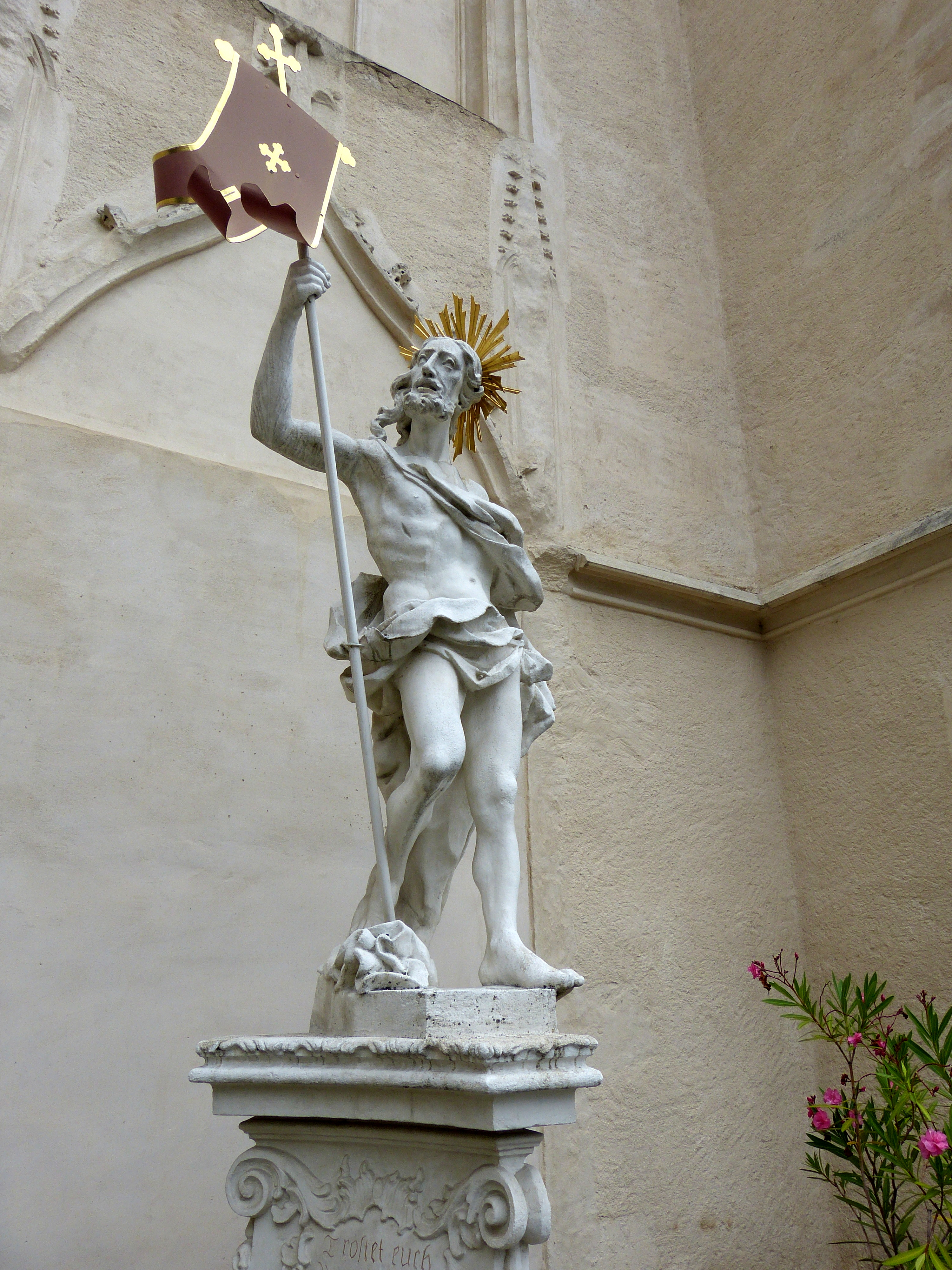
Christusstatue
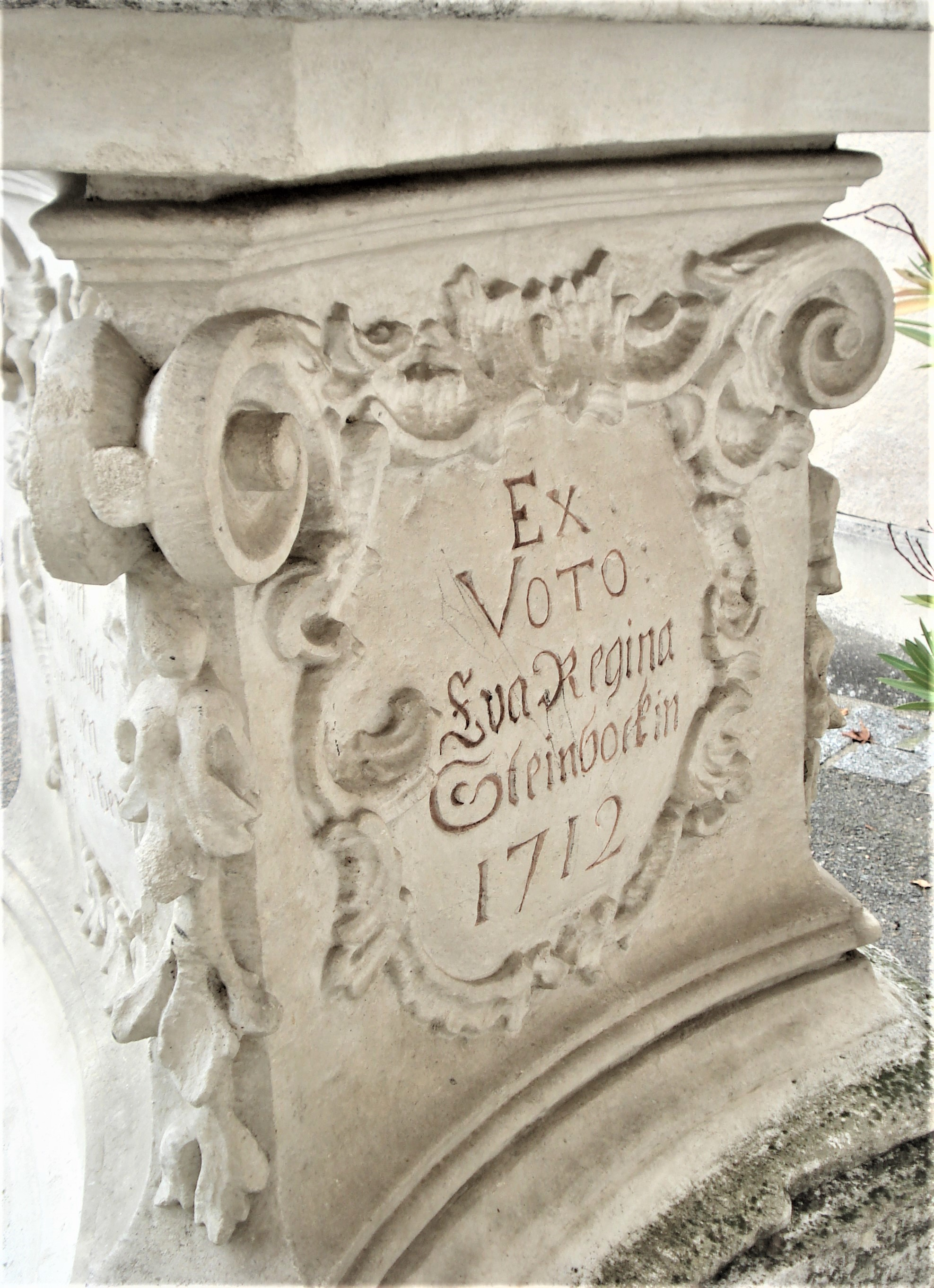
Stiftung 1712
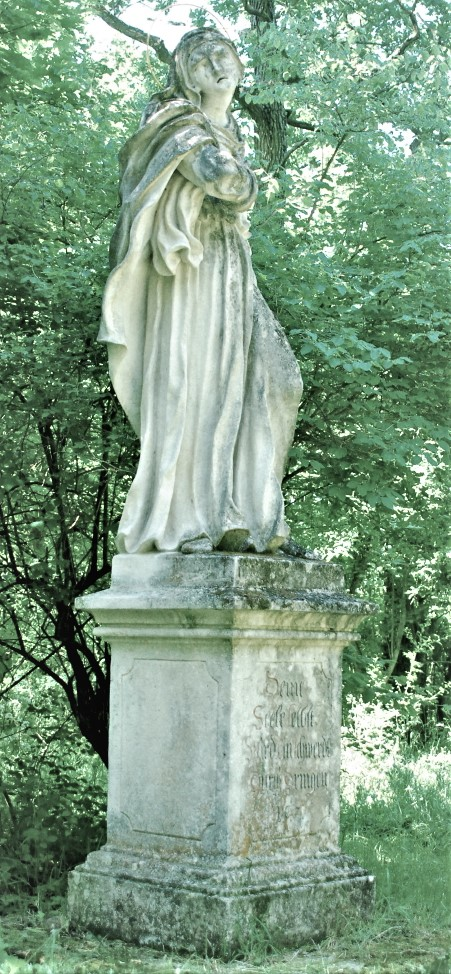
Stiftung 1715